# Gagakan
Gagakan is een bestuurslaag in het regentschap Blora van de provincie Midden-Java, Indonesië. Gagakan telt 1503 inwoners (volkstelling 2010).